# Solférino
Solférino település Franciaországban, Landes megyében. Lakosainak száma 361 fő (2022. január 1.). Solférino Commensacq, Escource, Labouheyre, Lüe, Onesse-Laharie, Sabres, Morcenx-la-Nouvelle és Garrosse községekkel határos.
A települést 1863-ban alapította III. Napóleon császár, 1857-ben szerzett magánbirtokának területén. Nevét a lombardiai Solferino községtől, az 1859-es solferinói győzelem helyszínétől kölcsönözte.

## Népesség
A település népessége az elmúlt években az alábbi módon változott:
| Lakosok száma | 447  | 414  | 403  | 350  | 346  | 340  | 324  | 328  | 335  | 361  |
|               | 1968 | 1982 | 1990 | 2006 | 2013 | 2015 | 2017 | 2019 | 2020 | 2022 |